# Hipoteza sawanny

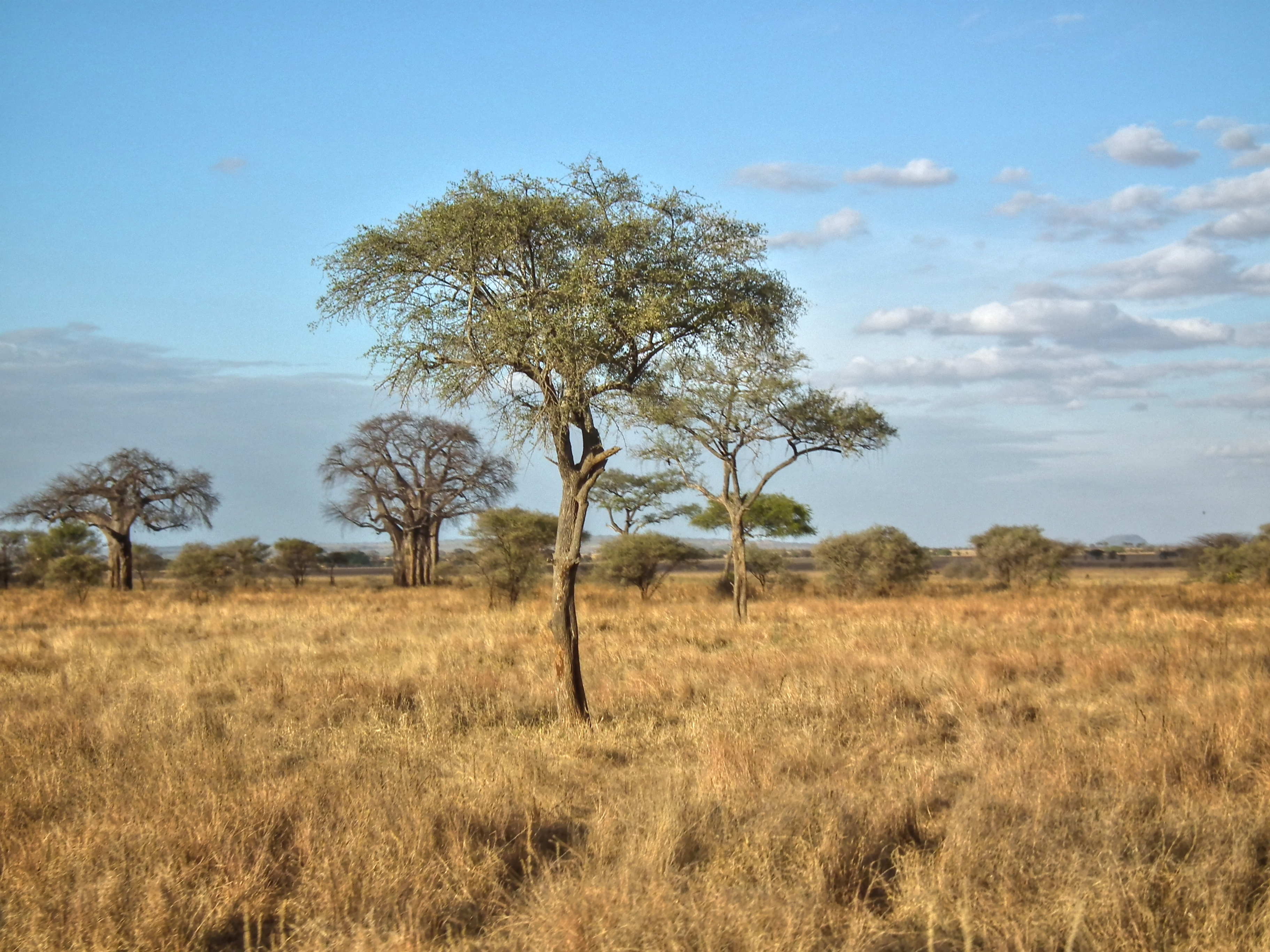
Sawanna w Tanzanii

Hipoteza sawanny – hipoteza w psychologii ewolucyjnej zakładająca, że niektóre zachowania człowieka ukierunkowane na wybór miejsca zamieszkania i preferencje krajobrazowe są wynikiem ewolucyjnej adaptacji przedstawicieli gatunku na równinach sawanny. Przypuszcza się, że pierwszym hominidem przystosowanym do warunków sawanny był australopitek.
Przesłankami dowodzącymi trafności hipotezy jest skłonność do wybierania przestrzeni mieszkalnej, dającej możliwość postrzegania odległego horyzontu, ale także miejsca do ukrycia się, poczucie zadowolenia przy naturalnych szumach cieków, które rzadkie były na sawannach, zaś osiedlenie się przy nich znacznie zwiększało szanse na przeżycie.
Przede wszystkim jednak dowodzi się, opierając na badaniach empirycznych, że człowiek jest bardziej skłonny do wyboru środowiska naturalnego, a nie przestrzeni zurbanizowanej. Przy tym ów wybór dotyczy takiego środowiska, które jest w umiarkowanym stopniu złożone – np. rosną drzewa, lecz nie są zbyt gęste, teren jest pofałdowany, ale nie całkowicie.
W jednym z eksperymentów proszono ludzi aby wybrali spośród fotografii to drzewo, które się im najbardziej podoba. Okazuje się, że ludzie z różnych kultur mieli skłonność wybierać drzewa ze średnio gęstym listowiem i gałęziami zaczynającymi się blisko nad ziemią. Takie właśnie drzewa rosną na sawannie. Ani bardzo gęste, ani rzadkie liście nie były wybierane.
W hipotezie tej zakłada się także, że ludzie będą preferować takie tereny, które niosą informacje o żyzności i zasobności: zielone drzewa, owoce, kwiaty (odkryto, że obecność kwiatów w szpitalu oraz drzew za oknem szpitala koreluje dodatnio z tempem zdrowienia pacjentów) itp. Suche drzewa, skalisty lub piaszczysty i niezarośnięty grunt (między innymi zurbanizowany) będzie się mniej podobać.

## Etapy wyboru miejsca zamieszkania według G.H. Orians i J.H. Heerwagen
- Wstępna selekcja – w wyniku której człowiek osiedlał się na terenach, które nie były gęsto zalesione (duże prawdopodobieństwo ukrytego zagrożenia np. w postaci drapieżników) i nie były też zbytnio otwartymi równinami (nie dawały schronienia).
- Zbieranie informacji – przed osiedleniem ludzie wpierw penetrują teren, przy czym teren niejednolity, w którym mogą znajdować się kryjówki jest bardziej preferowany. W ten sposób próbuje się także wyjaśnić istnienie ciekawości u ludzi: w etapie eksplorowania nowego terenu, który poprzednio został zakwalifikowany jako obiecujący, ludzie interesują się tajemnicą – zaczynają eksplorować to otoczenie, aby jak najlepiej je poznać.
- Eksploatacja – Podejmowana jest decyzja czy na danym terenie należy zostać dłużej dla jego eksploatacji, czy lepiej zrezygnować, biorąc pod uwagę możliwość pojawienia się drapieżników i innych niebezpieczeństw.

Hipoteza sawanny na temat wyboru miejsca zamieszkania ma jednak poważnego konkurenta w teorii pobudzenia, w której dowodzi się, że ludzie poszukują optymalnego (czyli niezbyt słabego ani zbyt silnego) pobudzenia (zobacz też prawo Yerkesa-Dodsona).